# Ferrari Omologata
La Ferrari Omologata (pour Homologation) est une voiture de sport du constructeur automobile italien Ferrari produite en un exemplaire unique en 2020 par le département spécial « One-Off » de la marque.

## Présentation
La Ferrari Omologata est dévoilée le 25 septembre 2020. Elle est un modèle unique produit pour un client fortuné européen du constructeur. L'Omologata est le 10e projet « à moteur V12 en position avant » du département spécial « One-Off » depuis la Ferrari P 540 Superfast Aperta de 2009.

## Design
Son design s'inspire des voitures de course GT des années 1950 et 1960. À l'avant, la Ferrari Omologata est dotée d'entrées d'air singeant celles de la 250 GTO, celle dont les trois lettres « GTO » signifient Gran Turismo Omologata.

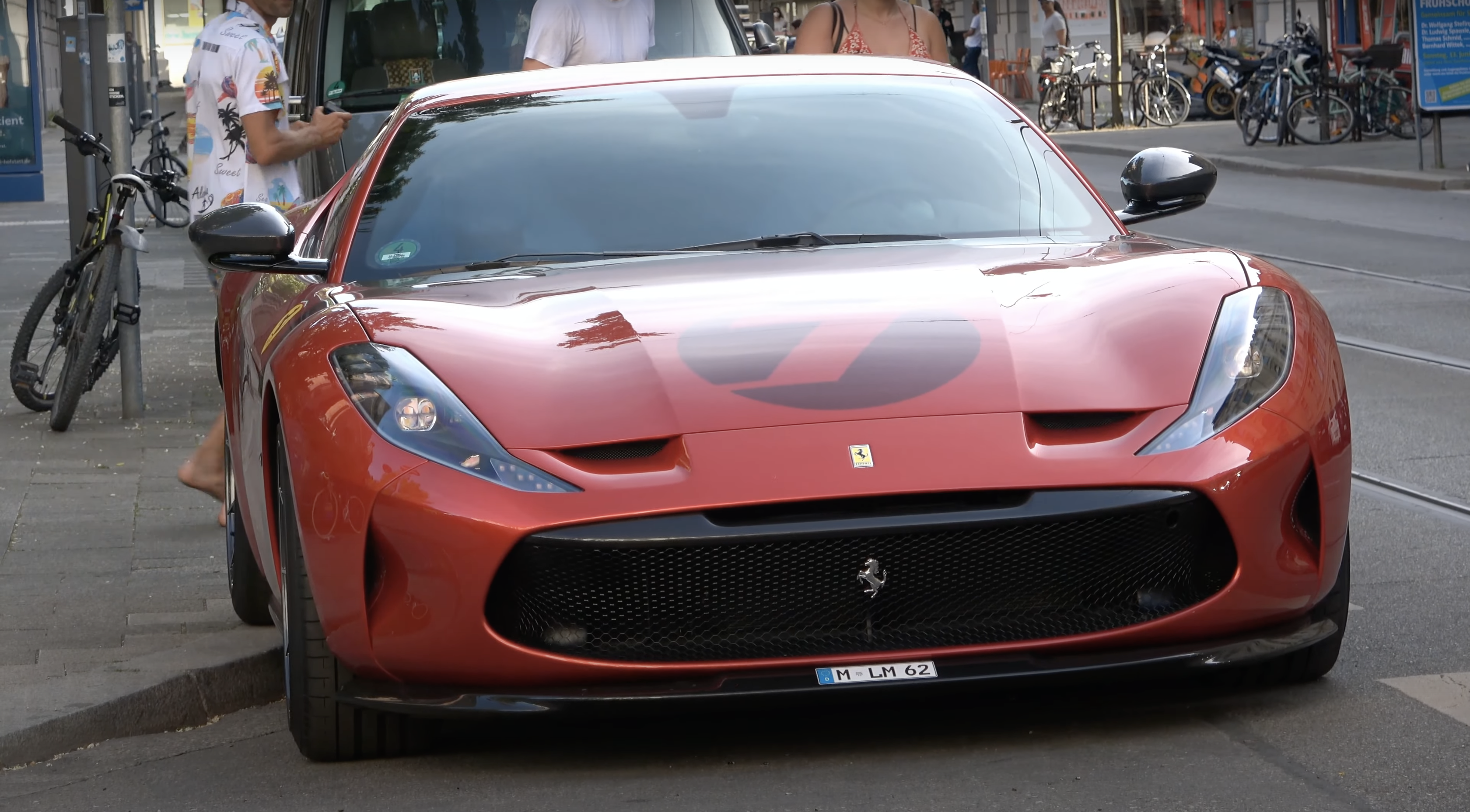
Ferrari Omologata.

La GT revêt une peinture Magma Rosso et reçoit des numéro « 7 » sur sa carrosserie au niveau des portes et du capot. À l’intérieur les sièges baquets sont bleu électrique avec du cuir et du Jeans Aunde.

## Caractéristiques techniques
L'Omologata repose sur la base technique de la Ferrari 812 Superfast. Elle en reprend le châssis et le moteur mais la carrosserie est entièrement nouvelle, seuls pare-brise et les projecteurs proviennent de la 812.

### Motorisation
Le moteur de la Ferrari Omologata est celui de la 812 Superfast, à savoir un moteur V12 de 6,5 L développant au moins 800 ch (Ferrari ne précisant pas les caractéristiques détaillées de son modèle) et placé à l'avant.